# Immanuel Quickley
Immanuel Quickley (Havre de Grace, 17 juni 1999) is een Amerikaans basketballer die speelt als Point guard voor de Toronto Raptors.

## Carrière
Quickley speelde collegebasketbal voor de Kentucky Wildcats voordat hij zich kandidaat stelde voor de NBA draft van 2020. Hij werd als 25e gekozen door de Oklahoma City Thunder. Hij werd in een ruil tussen drie teams geruild naar de New York Knicks. De Knicks kregen ook nog Mathias Lessort en een toekomstige tweede ronde draft, zelf stuurde ze als onderdeel van de deal Leandro Bolmaro naar de Minnesota Timberwolves. Hij maakte zijn debuut voor de ploeg op 23 december 2020 maar geraakte in dezelfde wedstrijd nog geblesseerd. Hij keerde terug op twee januari tegen de Indiana Pacers. Aan het einde van het seizoen werd hij verkozen tot NBA All-Rookie Second Team. Op 3 april 2022 behaalde hij zijn eerste triple-double in een wedstrijd tegen de Orlando Magic. Quickley speelde ook de daaropvolgende seizoenen voor de New York Knicks. Aan het eind van het seizoen 2022/23 eindigde Quickley op de tweede plaats in de verkiezing van de NBA Sixth Man of the Year Award.

In december 2023 werd hij samen met RJ Barrett en een draftpick geruild naar de Toronto Raptors voor O.G. Anunoby, Precious Achiuwa en Malachi Flynn. Op 7 maart 2024 liet hij in een wedstrijd tegen de Phoenix Suns 18 assists, 21 punten en 9 rebounds optekenen. In de geschiedenis van de Raptors scoorden slechts 5 spelers meer dan 18 assists in éénzelfde wedstrijd. Op 8 juli 2024 tekende Quickley een nieuw 5-jarig contract bij de Toronto Raptors.

## Erelijst
- NBA All-Rookie Second Team: 2021

## Statistieken

### Regulier seizoen
| Seizoen  | Team            | WG  | WS | MPW  | 2P%  | 3P%  | FW%  | RPW | APW | SPW | BPW | PPW  |
| -------- | --------------- | --- | -- | ---- | ---- | ---- | ---- | --- | --- | --- | --- | ---- |
| 2020/21  | New York Knicks | 64  | 3  | 19,4 | 39,5 | 38,9 | 89,1 | 2,1 | 2,0 | 0,5 | 0,2 | 11,4 |
| 2021/22  | New York Knicks | 78  | 3  | 23,1 | 39,2 | 34,6 | 88,1 | 3,2 | 3,5 | 0,7 | 0,0 | 11,3 |
| 2022/23  | New York Knicks | 81  | 21 | 28,9 | 44,8 | 37,0 | 81,9 | 4,2 | 3,4 | 1,0 | 0,2 | 14,9 |
| 2023/24  | New York Knicks | 30  | 0  | 24,0 | 45,4 | 39,5 | 87,2 | 2,6 | 2,5 | 0,5 | 0,1 | 15,0 |
| 2023/24  | Toronto Raptors | 38  | 38 | 33,3 | 42,2 | 39,5 | 84,1 | 4,8 | 6,8 | 0,9 | 0,2 | 18,6 |
| Carrière | Carrière        | 291 | 65 | 25,3 | 42,1 | 37,5 | 85,7 | 3,4 | 3,5 | 0,7 | 0,1 | 13,7 |

### Play-offs
| Seizoen  | Team            | WG | WS | MPW  | 2P%  | 3P%  | FW%  | RPW | APW | SPW | BPW | PPW |
| -------- | --------------- | -- | -- | ---- | ---- | ---- | ---- | --- | --- | --- | --- | --- |
| 2020/21  | New York Knicks | 5  | 0  | 15,4 | 30,3 | 36,4 | 71,4 | 1,4 | 1,0 | 0,6 | 0,0 | 5,8 |
| 2022/23  | New York Knicks | 8  | 0  | 21,9 | 34,8 | 24,3 | 85,0 | 1,6 | 1,0 | 0,5 | 0   | 9,0 |
| Carrière | Carrière        | 13 | 0  | 19,4 | 33,3 | 27,1 | 81,5 | 1,5 | 1,0 | 0,5 | 0   | 7,8 |